# 代官山町
代官山町（だいかんやまちょう）は、東京都渋谷区の町名。丁目の設定はない単独町名である。住居表示実施済区域。一般的には東急東横線の代官山駅周辺の地域（猿楽町や恵比寿西の一部地域）も併せて単に代官山と呼ばれる。

## 地理
渋谷区南西部に位置する。北で渋谷、東から南にかけて恵比寿西、西で猿楽町と隣接する。住宅地のほか、ブティック、洋菓子店、レストラン、カフェなどの商業施設も多く見られる。東急東横線の代官山駅があり、代官山駅北側には1996年（平成8年）まで、全部で36棟の同潤会代官山アパートメントがあった。これらは再開発（主に代官山一帯の不動産を所有していた音楽制作会社のビーイング）によって取り壊され、2000年（平成12年）に複合施設「代官山アドレス」として開業したが、同施設にあるタワーマンション、「代官山アドレス ザ・タワー」は付近唯一の超高層建築としてランドマークとなっている。このエリアが現在のような瀟洒な雰囲気の街並へと変貌し始めたのは1980年代後半より起こったバブル景気の末期からである。同潤会代官山アパート跡地の開発が終了した2000年以降は原宿・表参道エリアに次ぐ高感度なファッションタウンとして広く認知されるようになった。

### 広義の代官山

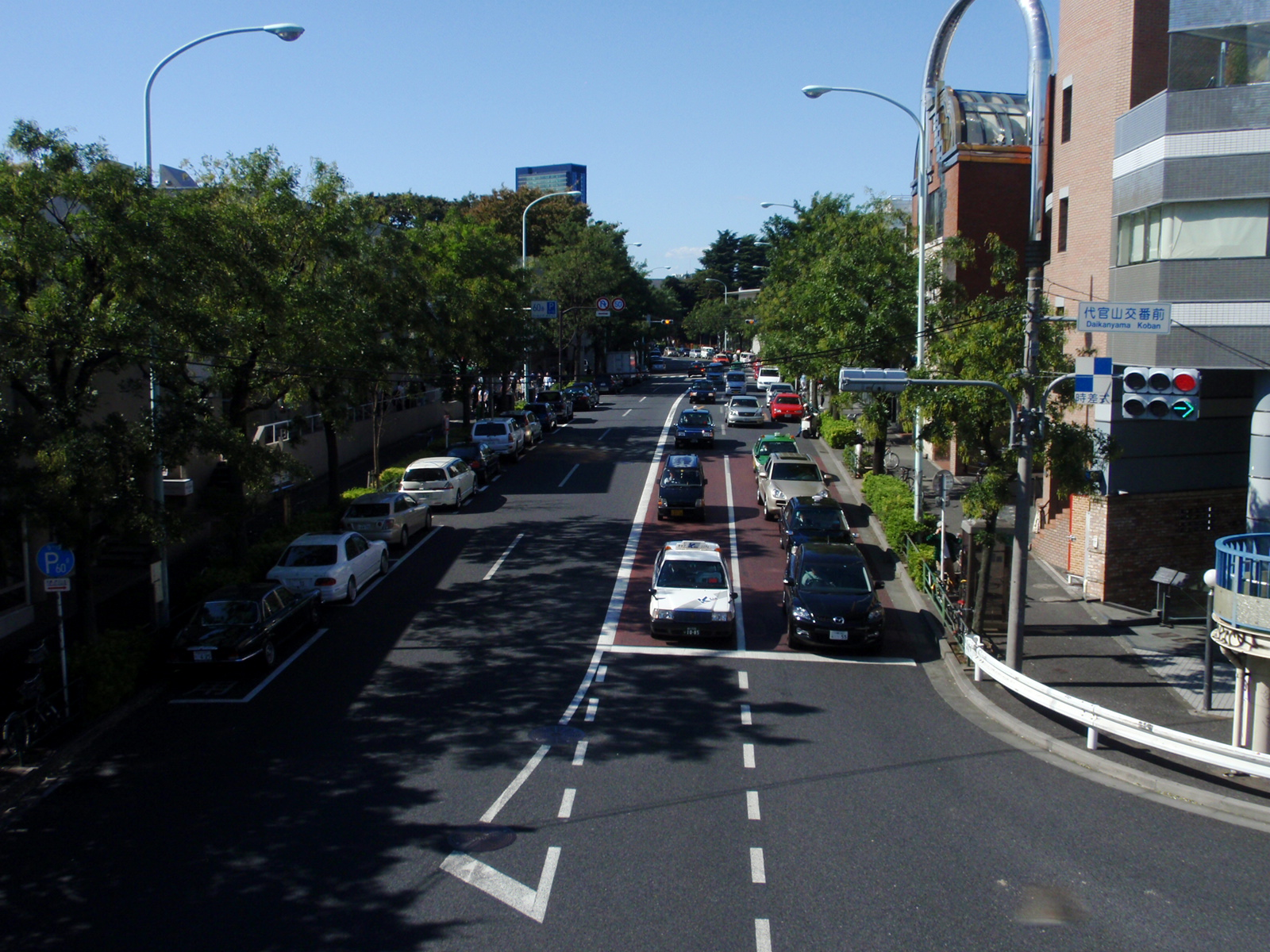
猿楽町・旧山手通り
（2009年10月）

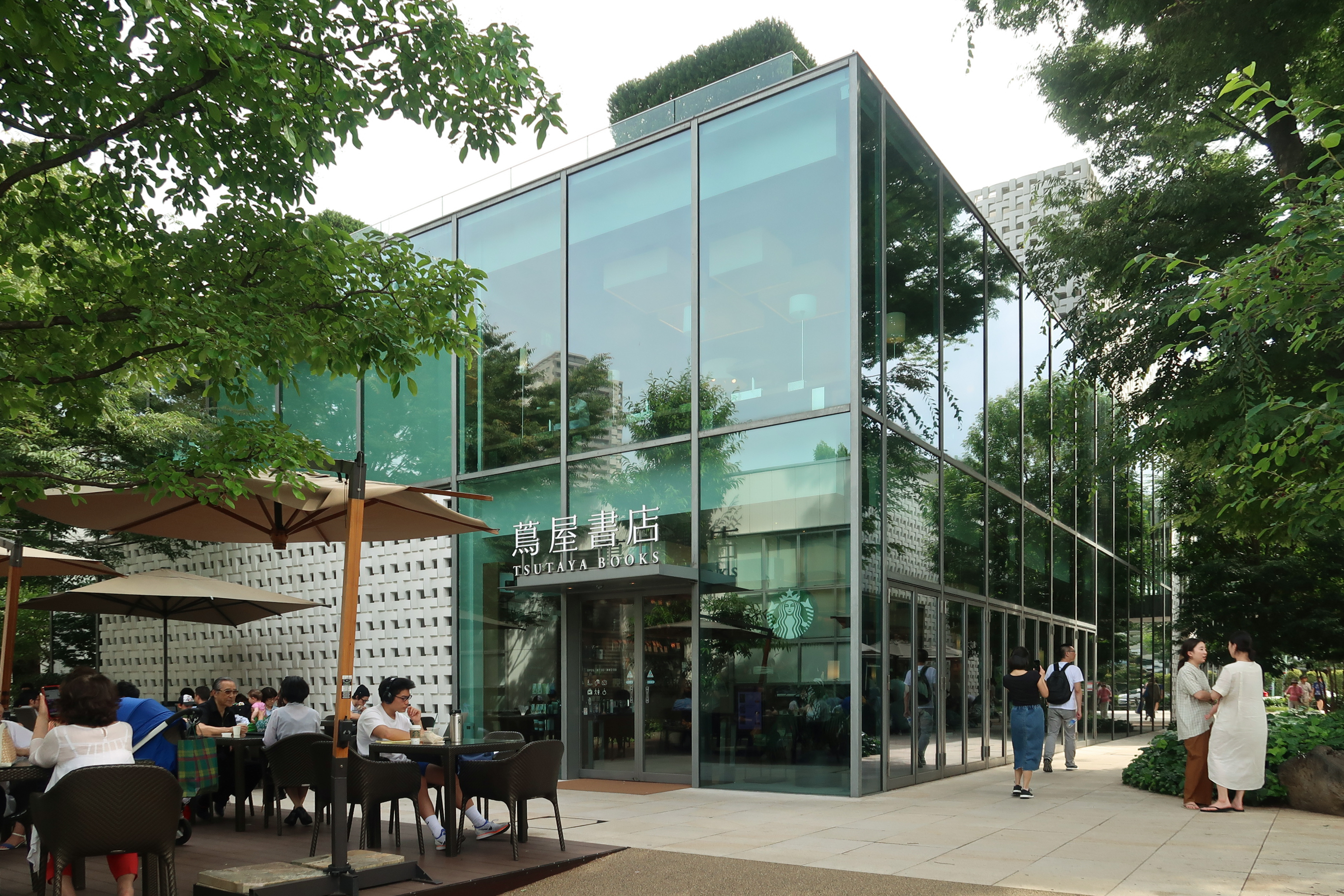
代官山蔦屋書店T-SITE

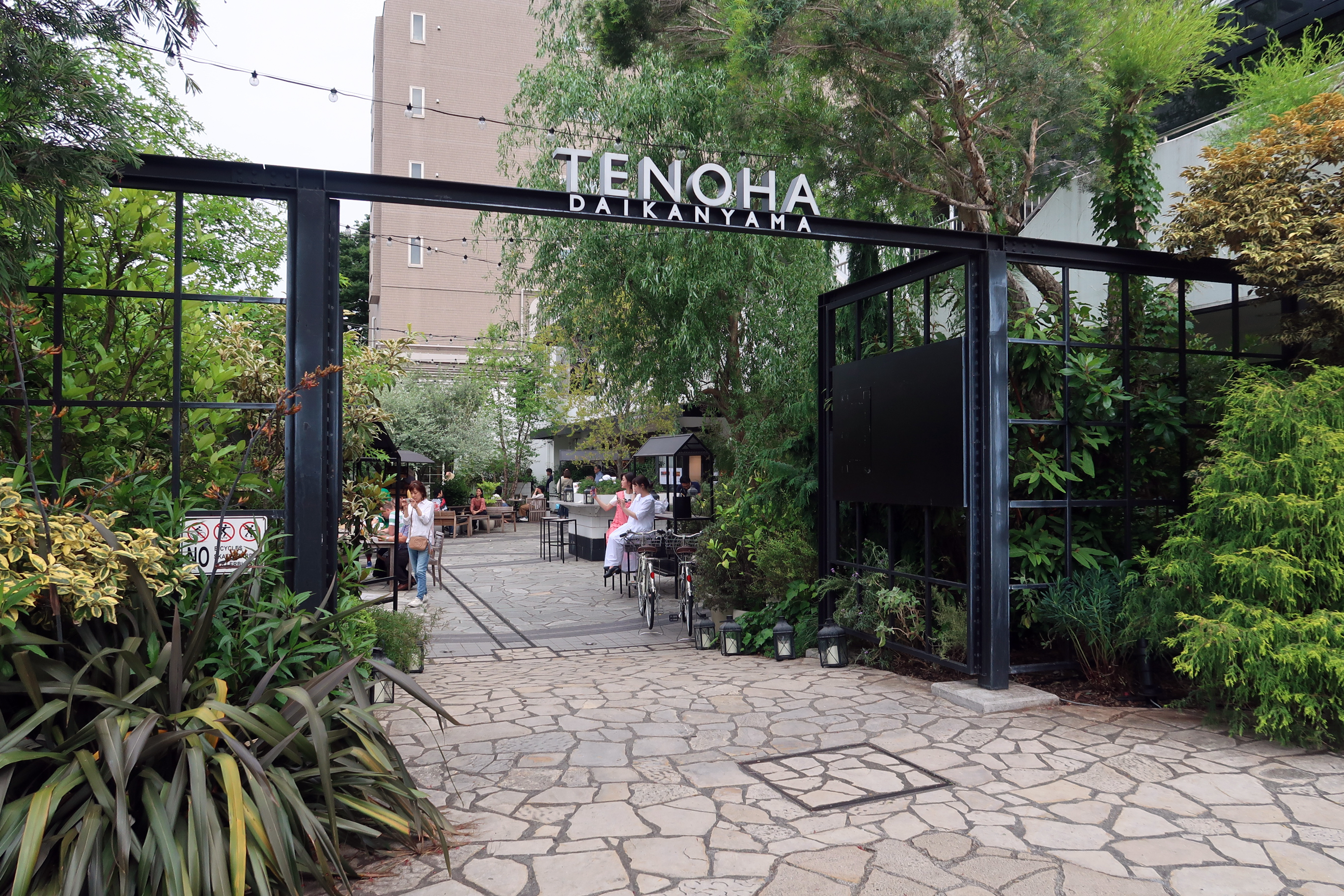
TENOHA DAIKANYAMA

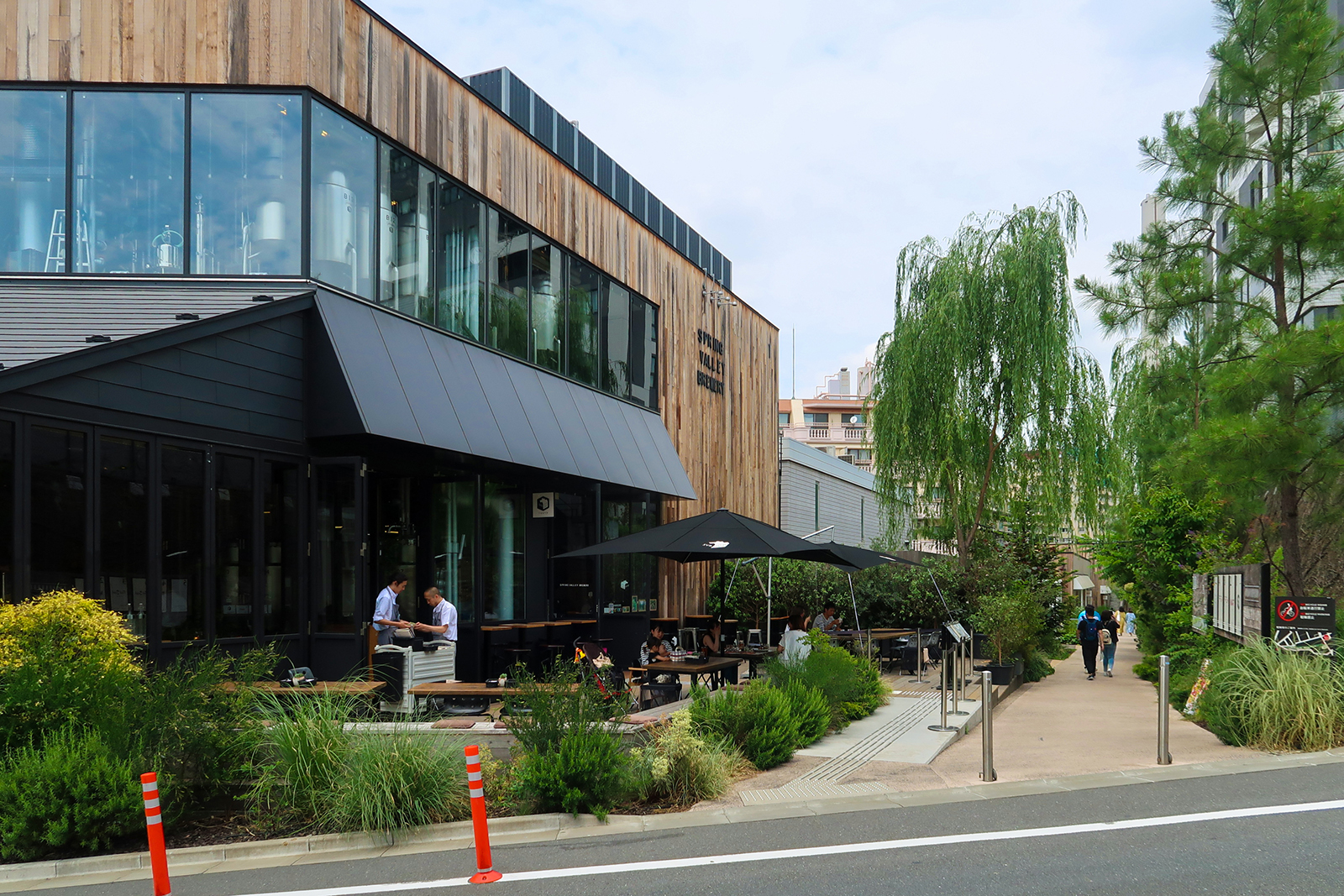
LOG ROAD DAIKANYAMA

代官山駅周辺がファッションの街として買い物客や行楽・観光客に知名度が高まったこともあり、一般的には「代官山町」の町域を含めて駅周辺から八幡通り、旧山手通りにかけての地域全体、渋谷川と目黒川に挟まれた一帯が「代官山（だいかんやま）」として認識されたり、店舗名などとして自称されたりしている。例えば東急が再開発を進める東横線の地下化跡地（のちの渋谷ブリッジ）は、行政区分では渋谷区東1丁目だが「渋谷代官山Rプロジェクト」と呼称している。
渋谷区では東の一部、恵比寿西1・2丁目、恵比寿南3丁目、猿楽町、鉢山町、南平台町、桜丘町、鶯谷町と目黒区大橋1丁目、青葉台1・2・3丁目、上目黒1丁目、中目黒1丁目までという渋谷駅・中目黒駅・恵比寿駅・池尻大橋駅を結んだ線の概ね内側すべてを「代官山エリア」とした場合、地域の居住人口は約25,000人となる。汎称地名としての「代官山」は住みたい街のアンケートなどでもしばしば上位にランクインする人気地域となっている。代官山の大部分は閑静な住宅街であり、マンション、オフィスビル、飲食店、ブティックなども目立つ。旧山手通りと駒沢通りの交差点付近は、鎗ヶ崎（やりがさき）と呼ばれ、交差点名にもなっている。

## 歴史
江戸時代に小名として「代官山」という地名が登場している。代官の屋敷があったからという説や、代官が管理する山林があったからとする説があるが、由来を示す資料は残っていない。
関東大震災後の住宅欠乏を緩和するために同潤会が発足し、代官山アパート（旧称・渋谷アパート）が建った昭和初期は辺り一面雑木林で、闇夜に梟が鳴くような寂しく鄙びた（ひなびた）地域であった。
1970年（昭和45年）に住居表示が実施され、金王八幡宮を由来とする八幡通が代官山町、猿楽町に分合されている。

## 世帯数と人口
2024年（令和6年）12月1日現在（渋谷区発表）の世帯数と人口は以下の通りである。
- 世帯数 : 1,209世帯
- 人口 : 2,121人

### 人口の変遷
国勢調査による人口の推移。
| 年                 | 人口  |
| ------------------ | ----- |
| 1995年（平成7年）  | 1,390 |
| 2000年（平成12年） | 1,772 |
| 2005年（平成17年） | 1,880 |
| 2010年（平成22年） | 1,786 |
| 2015年（平成27年） | 2,007 |
| 2020年（令和2年）  | 2,307 |

### 世帯数の変遷
国勢調査による世帯数の推移。
| 年                 | 世帯数 |
| ------------------ | ------ |
| 1995年（平成7年）  | 659    |
| 2000年（平成12年） | 916    |
| 2005年（平成17年） | 1,010  |
| 2010年（平成22年） | 1,044  |
| 2015年（平成27年） | 1,160  |
| 2020年（令和2年）  | 1,378  |

## 学区
区立小・中学校に通う場合、学区は以下の通りとなる（2023年3月時点）。
| 番地              | 小学校               | 中学校             | 調整区域による変更可能校 |
| ----------------- | -------------------- | ------------------ | ------------------------ |
| 13の19・20 18の10 | 渋谷区立長谷戸小学校 | 渋谷区立鉢山中学校 | 渋谷区立猿楽小学校       |
| その他            | 渋谷区立猿楽小学校   | 渋谷区立鉢山中学校 |                          |

## 交通

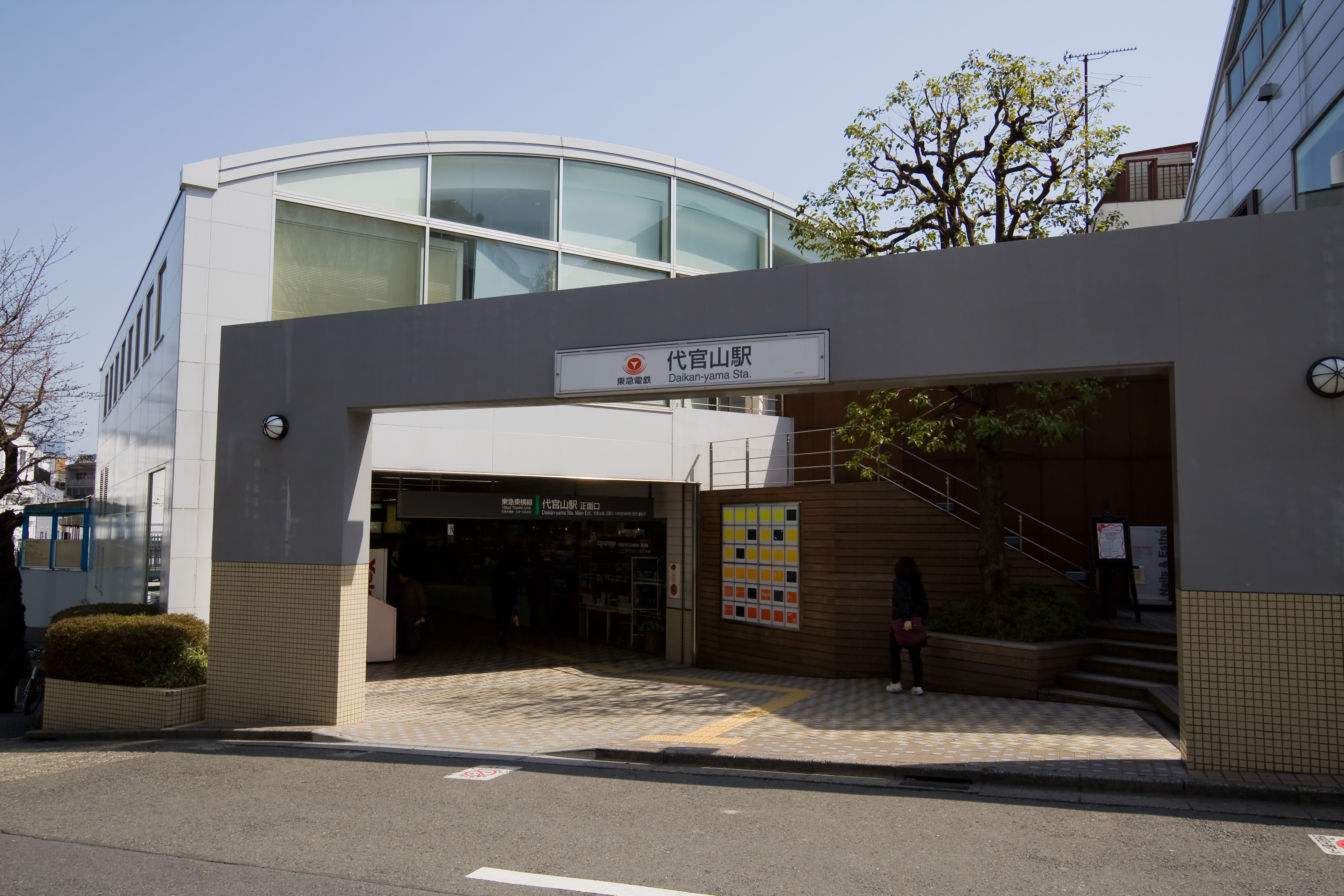
代官山駅正面口

鉄道
- 東急電鉄  代官山駅

路線バス
- 東急バス渋71系統
- 東急トランセ代官山循環線
- 渋谷区コミュニティバス「ハチ公バス」夕焼け小焼けルート

## 事業所
2021年（令和3年）現在の経済センサス調査による事業所数と従業員数は以下の通りである。
- 事業所数 : 404事業所
- 従業員数 : 2,749人

### 事業者数の変遷
経済センサスによる事業所数の推移。
| 年                 | 事業者数 |
| ------------------ | -------- |
| 2016年（平成28年） | 358      |
| 2021年（令和3年）  | 404      |

### 従業員数の変遷
経済センサスによる従業員数の推移。
| 年                 | 従業員数 |
| ------------------ | -------- |
| 2016年（平成28年） | 2,659    |
| 2021年（令和3年）  | 2,749    |

## 施設
- 駐日リビア大使館 - 旧称はリビア人民事務所（人民局）。カダフィ体制時代のリビアでは、アラブ圏以外の国に置く大使館を人民事務所としていた。
- 渋谷区代官山複合施設
  - 代官山ティーンズ・クリエイティブ
  - 渋谷区立代官山保育園
  - 渋谷区子育て支援センター
- 日本キリスト教団　代官山教会
- 西郷山公園
- 代官山 T-SITE

## その他

### 日本郵便
- 郵便番号 : 150-0034[3]（集配局 : 渋谷郵便局[18]）。